# Oliver Masucci
Oliver Masucci (Stuttgart, 1968. december 6. –) német színész.

## Élete
Bonnban iskolába járt.

## Színpadi tartózkodások
- Basel (1995): A vágy villamosa
- Schauspielhaus Hamburg (1996–2002): Schlachten (Ten oorlog; Tom Lanoye)
- Münchener Kammerspiele (2001)
- Schauspiel Hannover (2000–2005): Ivanov (Csehov), Fettes Schwein
- Schauspielhaus Bochum (2003–2005): 1979 (Christian Kracht)
- Schauspielhaus Zürich (2005–2009): Barbara őrnagy, Vorstellungen, Instinkte
- Salzburgi Ünnepi Játékok (1999 és 2007): Schlachten , Szentivánéji álom
- Bécsi Burgtheater (2009–2016): Háború és béke, Solaris, Az ősanya (Grillparzer), Das trojanische Pferd

## Filmográfia
- 1992: Andy (TV-film)
- 1994–1995: Die Wache (televíziós sorozat, 2 epizód)
- 1997: Lányok a tűzvonalban (Einsatz Hamburg Süd, televíziós sorozat, epizód Semas Rache)
- 1999: Schwarz greift ein (televíziós sorozat, epizód Schlag auf Schlag)
- 2001: A Mann család - Egy évszázad regénye, (Die Manns – Ein Jahrhundertroman, három részes TV-film)
- 2002: Madrid
- 2004: A templomos lovagok öröksége (Das Blut der Templer, TV-film)
- 2005: SOKO Köln (televíziós sorozat, epizód Santa Mortale)
- 2005: SK Kölsch (televíziós sorozat, epizód Der Fan)
- 2006: Kőkemény krokodilvadász (Zwei zum Fressen gern, TV-film)
- 2009: Vulkan (TV-film)
- 2011: Was ihr wollt (TV-film)
- 2015: Nézd, ki van itt
- 2015: Mordkommission Berlin 1 (TV-film)
- 2016: Die vierte Gewalt (TV-film)
- 2016: Tetthely: 996. epizód Zahltag
- 2016: Tödliche Geheimnisse: Tödliche Geheimnisse (televíziós sorozat)
- 2016: A rendőrség száma 110: Sumpfgebiete (televíziós sorozat)
- 2016: Winnetou: Apacsok földjén (Winnetou – Der Mythos lebt, három részes TV-film, első rész)
- 2017: Tödliche Geheimnisse: Jagd in Kapstadt
- 2017–2018: 4 Blocks (televíziós sorozat, 10 epizód)
- 2017–2020: Sötétség (televíziós sorozat, 26 epizód)
- 2018: Játékmester (Spielmacher)
- 2018: HERRliche Zeiten
- 2018: Dengler: Fremde Wasser (televíziós sorozat)
- 2018: Mű szerző nélkül
- 2019: Ein Dorf wehrt sich
- 2019: Der Auftrag
- 2019: SCHULD nach Ferdinand von Schirach  (televíziós sorozat, epizód Der Freund)
- 2019: Preis der Freiheit (három részes TV-film)
- 2019: Play
- 2019: Als Hitler das rosa Kaninchen stahl
- 2020: Enfant Terrible[4]
- 2021: Sakknovella (Schachnovelle)

## Fordítás
- Ez a szócikk részben vagy egészben  az   Oliver Masucci című német Wikipédia-szócikk fordításán alapul.  Az eredeti cikk szerkesztőit annak laptörténete sorolja fel. Ez a jelzés csupán a megfogalmazás eredetét és a szerzői jogokat jelzi, nem szolgál a cikkben szereplő információk forrásmegjelöléseként.